# Serafin Zubiri
Serafín Zubiri, pseudonimo di Serafin Lizoain Vidondo (Pamplona, 20 aprile 1964), è un cantante e pianista spagnolo che ha rappresentato per due volte la Spagna all'Eurovision Song Contest.

## Biografia
Artista non vedente, ha iniziato la sua carriera musicale come solista nel 1987, dopo essere uscito dal gruppo Equus, nel quale era stato cantante e pianista dall'età di 17 anni.
Dal suo esordio ha registrato 6 album.
Ha rappresentato la Spagna all'Eurofestival 1992 con la canzone Star Dust. Nello stesso anno ha registrato la colonna sonora del film Disney La bella e la bestia, ottenendo un buon successo in Spagna. Nello stesso anno fu nella città svedese di Malmö per la TVE al Festival dell'Eurovisione con Todo esto es la música, classificandosi al 14º posto su 23 partecipanti. Nell'anno 2000 vince Eurocanción, un concorso organizzato da TVE, rappresentando ancora una volta la Spagna in Eurovisione, questa volta dalla città di Stoccolma con la canzone Colgado de un sueño di Chema Purón, che alcuni considerano una sintesi nella sua carriera.